# 塞浦路斯—俄羅斯關係

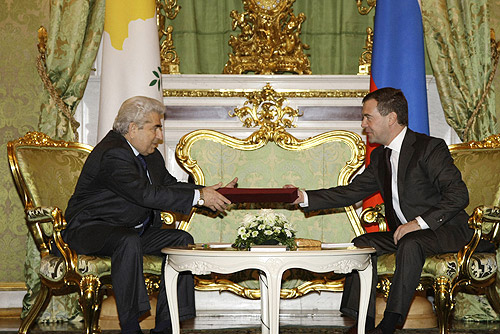
賽普勒斯總統季米特里斯·赫里斯托菲亞斯與俄羅斯總統梅德韋傑夫，攝於2008年

塞浦路斯－俄羅斯關係，是指俄羅斯聯邦和塞浦路斯共和國（而非北塞浦路斯土耳其共和國）之間的雙邊關係。蘇聯與塞浦路斯於1960年8月18日建交，而兩國之間的合作在蘇聯衰落及後來解體後有所增加。塞浦路斯在莫斯科設有大使館，俄羅斯亦於塞浦路斯首都尼科西亞設有大使館。
蘇聯在塞浦路斯於1960年8月16日從英國獨立兩日後建交；蘇聯解體後，塞浦路斯於1992年4月7日承認俄羅斯聯邦為蘇聯的主要繼承國。

## 經貿關係
塞浦路斯是俄羅斯的第三大外國投資者，但其實大多數來自塞浦路斯的外國直接投資者是為了在俄羅斯避稅或逃避法律責任。塞浦路斯與俄羅斯其他地區（如韃靼斯坦共和國、聖彼得堡、克拉斯諾達爾邊疆區等）的經貿合作亦在穩步增長；於2005年3月22日，韃靼斯坦共和國經貿合作部與塞浦路斯商務、工業及旅遊部的簽署合作備忘錄。於2013年3月，歐盟單方面決定向塞浦路斯的銀行賬戶徵收一筆資金；根據俄罗斯以前與歐盟的談判，俄羅斯預計會增加向塞浦路斯批出的貸款，但預料歐盟上述的決定將嚴重打壓俄羅斯在塞浦路斯的資產，以致影響俄罗斯向塞浦路斯借貸的決定。

## 軍事關係
1997年1月，塞浦路斯簽署協議，和俄國一所軍火商購買了40枚S-300導彈，價值2億美元，造成與土耳其關係緊張，更威脅停止向塞浦路斯發送貨品，更指不排除採取軍事行動。俄羅斯外交部發言人表示，這筆交易純粹是商業基礎考慮，又指俄羅斯曾建議塞浦路斯停火。但是，由於土耳其一直反對導彈，塞浦路斯從來沒有部署該批導彈，其後更把該批導彈轉運到希臘。